# Trail of the Vigilantes
Trail of the Vigilantes is een Amerikaanse western uit 1940 onder regie van Allan Dwan.

## Verhaal
Tim Mason gaat naar het Wilde Westen om daar veedieven te bestrijden. Door zijn handelswijze wordt hij niet ernstig genomen. Uiteindelijk krijgt hij toch nog hulp van enkele vechtersbazen.

## Rolverdeling
| Acteur             | Personage                  |
| ------------------ | -------------------------- |
| Franchot Tone      | Tim Mason                  |
| Warren William     | Mark Dawson / George Trent |
| Broderick Crawford | Swanee                     |
| Andy Devine        | Meadows                    |
| Mischa Auer        | Bolo                       |
| Porter Hall        | Sheriff Korley             |
| Peggy Moran        | Barbara Thornton           |
| Samuel S. Hinds    | George Preston             |
| Charles Trowbridge | John Thornton              |
| Paul Fix           | Lefty                      |
| Harry Cording      | Phil                       |
| Max Wagner         | Joe                        |